# Колки (Самарская область)
Колки — посёлок в Кинельском районе Самарской области. Входит в состав сельского поселения Кинельский.

## История
В 1973 г. Указом Президиума ВС РСФСР поселок участка № 2 совхоза «Кинельский» переименован в Колки.

## Население
| 2010 |
| ---- |
| 0    |